# Фомин (Боковский район)
Фомин — хутор в Боковском районе Ростовской области.
Входит в состав Краснокутского сельского поселения.

## География
На хуторе имеется одна улица: Садовая.

## Население
| 1989 | 2002 | 2010 |
| ---- | ---- | ---- |
| 21   | ↘10  | ↘2   |